# SunSet Swish
《SunSet Swish》는 일본의 밴드이다. 오사카에서 활동하고 있던 당시에는 이름이 Swish 뿐이었지만, 후에 SunSet을 붙였다. 고등학교 동창이었던 3명의 멤버가 결성된 트리오 밴드이다.

## 멤버

### 이시다 쥰조
- 石田 順三（いしだ じゅんぞう、 1981년 1월 28일）
  - 피아노, 작곡 담당. 이 밴드의 리더를 맡고 있다.

### 사이키 다이스케
- 佐伯 大介（さえき だいすけ、 1980년 8월 28일）
  - 보컬 담당. 고음의 맑은 목소리로 보컬을 맡았다. 예전에는 세일즈맨이었지만, SunSet Swish으로 첫 라이브 한 다음날 퇴사함.

### 토미타 유키
- 冨田 勇樹（とみた ゆうき、 1980년 7월 13일）
  - 기타 담당

## 싱글
- 고마워요 - 7번째 싱글